# Zieleniewicze
Zieleniewicze (biał. Зеляневічы, Zielaniewiczy; ros. Зеленевичи, Zieleniewiczi) – agromiasteczko na Białorusi, w obwodzie brzeskim, w rejonie prużańskim, w sielsowiecie Zieleniewicze.
Nazwę Zieleniewicze nosiły dawniej wieś i majątek ziemski. W dwudziestoleciu międzywojennym Zieleniewicze i Zenowicze leżały w Polsce, w województwie białostockim, w powiecie wołkowyskim. 
W 2010 roku miejscowości nadano status agromiasteczka.